# Nonamerz
Nonamerz — российская рэп-группа из Москвы, основанная в 1998 году участниками группы Da Lost Boyz: Дмитрием «Даймом» Нечаевым и Андреем «Dr. N-Drey» Беспаловым.
Группа получила широкую известность в 2000 году благодаря песне «Ещё один день. Часть 2», записанной совместно с участниками группы «Ю.Г.». Для обеих групп эта песня стала визитной карточкой, а сами группы стали хедлайнерами молодого лейбла RAP Recordz.

## История
Весной 1998 года участники московской группы Da Lost Boyz, Дмитрий Нечаев («Dime») и Андрей Беспалов («Dr. N-Drey»), создали проект «Nonamerz» с целью привлечения большого количества профессиональных русских рэперов. По словам Дайма, Nonamerz — более попсовый вариант Da Lost Boyz, песня которой «Их не нашли» (1997) определила будущий стиль группы Nonamerz.
В мае 1998 года в рамках проекта была записана самая первая композиция «Та самая песня» при участии Мастера Спенсора, вокалистки «Солнышко» и новой группы «Посторонним В.» («Деловой» из «Дерева Жизни» и «Солёный» из «Необходимые Вещи»). Далее в рамках проекта были записаны: «Hip Hop Killer» совместно с Мастером Спенсором (студия «2S», 1998), «Поколение Lost» при участии BTLT (студия «Смысл жизни», 1998), «Говорите нам „Да!!!“» feat. Master Spensor (студия «2S», 1998). Помимо этого на сборниках были выпущены сольная композиция Дайма (Noble Dime of Da B.O.M.B. Family) «Голос города» («Hip-Hop Master: Супер вечеринка № 5», 1998) и трек «Что происходит?» от Nonamerz при участии Товарищ Медведь (он же «Гек») («Наши: новое и неизданное», июнь 1999 года).
14 марта 1999 года группы Nonamerz и Da Lost Boyz (при участии MC Mix) выступили на вечеринке «Хип-хоп-мастер» в московском клубе «Свалка», 8 апреля команда Da Lost Boyz (Dime, Dr. N-Drey и Shotgun) и Master Spensor предстали перед публикой в клубе «Печоры» в Нижнем Новгороде, 30 мая группа Da Lost Boyz отыграла в московском клубе «Шоссе», а 23 июня — на акции «Hip-Hop против Industrial» в клубе «Свалка». В июне Dime сообщил в интервью для журнала «RAPпресс», что 17 мая группа Da Lost Boyz записала на студии «Смысл Жизни» композицию «Это наш год» при участии MC Mix и в ближайшее время группой будут записаны ещё две композиции: «Ещё один день. Часть 2» и «Наши слова». 12 сентября группа должна была выступить на мероприятии «Hip-Hop Party» в клубе «Свалка», но так и не появилась, как и на мероприятии «Все элементы Hip-Hopa» в клубе «Пятый элемент» 7 октября. В октябре Dr. N-Drey заявил через журнал «RAPпресс» о том, что он покинул группу Da Lost Boyz и перестал заниматься хип-хопом. Вслед за ним группу покинул и Дайм, который продолжил работу над проектом «Nonamerz» в одиночку. Помимо музыки Дайм стал редактором новой рубрики журнала «RAPпресс», «RAPbest», в ходе которой он рассматривал иностранные проекты в качестве музыкального критика. В офисе журнала он познакомился с участниками группы «Ю.Г.» (Андрей «Кит» Чернышов и Антон «M.F.» Бобринёв), которые показали ему трек «Посвящается всем» (записанный при участии Sir-J), после чего группы «Ю.Г.» и Nonamerz решили записать совместную композицию «Между двух океанов», вошедшую в дебютный альбом группы «Ю.Г.», «Дёшево и сердито».
К началу 2000 года Dr. N-Drey и Dime решили вновь вернуться к творчеству, в чём им во многом помог Кит из группы «Ю.Г.», выступивший в качестве музыкального продюсера ряда композиций. В марте была записана композиция «Ещё один день. Часть 2». О процессе записи песни Дайм рассказал в сериале «Хип-хоп в России: от 1-го лица»:
Готовясь к гос. экзамену у одной знакомой, я услышал у неё на компакт-диске альбом исполнителя Zucchero. Там находился знаменитый проигрыш, который я через несколько дней отнёс Киту. Через неделю уже была готова музыка к песне «Ещё один день. Часть 2». Мой куплет песни лежал у меня уже два года, с 98 года. Dr. N-Drey быстро написал свой куплет. И Кит предложил, что на третьем куплете он поучаствует с Мэфом. Dr. N-Drey придумал пригласить на песню Мандра, услышанного нами на песне у ЮГов. Мы долго показывали ему, как надо правильно исполнить припев, что он в итоге и сделал.
В феврале группа Nonamerz снялась в документальном фильме о русском хип-хопе HipHopHeroes: Underground Kings, дипломной работе голландского студента-документалиста Jean-Paul van Kouwen. В марте в журнале «RAPпресс» было опубликовано рабочее название альбома группы Nonamerz — «Всё хорошее!». 25 июня группа Nonamerz выступила на концерте памяти Грюндика («Рабы Лампы») и Купороса («K&K») в московском парке «Таганский», а 29 июля — на рэп-фестивале «Хип-хоп Горбушка» в парке у Дворца культуры имени Горбунова. Во время проведения акции «Хип-хоп Горбушка» состоялась презентация компиляции «Лучший хип-хоп» от лейбла RAP Recordz, на которую вошла песня «Ещё один день. Часть 2» от группы Nonamerz. Благодаря ротации в тематической передаче «Freestyle» на радио «Станция 2000» композиция стала большим хитом. В августе Дайм и Константин «Крыж» Небесных, получив предложение от Владимира Ферапонтова (фирма «Sex Records»), занялись организацией концертной рэп-программы финала фестиваля Adidas Streetball Challenge, на котором среди прочих выступила группа Nonamerz с песнями «Это наш год» и «Ещё один день. Часть 2». В октябре была завершена двухлетняя работа над дебютным альбомом Nonamerz, окончательно названным «Не эгоисты», а также была сделана фотосессия на альбом.
Альбом «Не эгоисты» был выпущен лейблом RAP Recordz в декабре одновременно с альбомами групп «Ю.Г.» («Дёшево и сердито») и D.O.B. («M.C. — Мастера Слова») под лозунгом «Революция свершилась». В журнале «RAPпресс» релиз был датирован последним рэп-альбомом года. По словам участников группы, все их тексты являются автобиографическими и полностью отражают то, что происходило с ними. Этим и объясняется название альбома. Материал был записан в период с мая 1998 года по октябрь 2000 года на московских студиях «2S», «Смысл жизни» и M.Y.M. Recordz. В него вошли песни, записанные в составе группы Da Lost Boyz на студии «Смысл жизни»: «Деревья» (feat. Mr. Shotgun) (1998) и «Это наш год» (feat. Mr. Shotgun & Mix MC) (1999). В записи альбома приняли участие московские рэперы Mr. Shotgun, Mix MC, Кит, MF, Мандр, Master Spensor, «Деловой», «Солнышко», «Солёный», Sir-J и Yori. Над музыкой трудились Dr. N-Drey и Кит при участии Master Spensor («Та самая песня», 1998) и Sir-J («Не эгоисты», 2000). Дистрибьюцией альбома занимался концерн «Видеосервис». На момент выхода альбома Dime являлся исполнительным продюсером лейбла RAP Recordz, а Dr. N-Drey учился в аспирантуре МГУ на факультете философии и параллельно занимался музыкальной карьерой, а также создавал музыку.
В течение 2001 года Доктор и Дайм, при поддержке битмейкера Кита, возродили объединение Da B.O.M.B., на этот раз в виде группы из четырёх участников: Dime, Dr N-Drey, Mr. Shotgun, Mad Max. Результатом стал альбом «Том 2. Возрождение», вышедший 3 декабря 2001 года. Одновременно с ним на компакт-дисках выпускается переиздание дебютного альбома под названием «Всё ещё не эгоисты» с бонус-треками и ремастерингом. 2 июня состоялся совместный концерт групп «Ю.Г.» и Nonamerz в московском клубе «Ra$путникЪ», а 15 сентября группа Nonamerz выступила в Гомеле (Белоруссия). Осенью был снят видеоклип на песню «Ещё один день. Часть 2». Съёмки частично прошли в московском клубе «Свалка» 7 октября после концерта группы «Ю.Г.». По словам Дайма, клип обошёлся им в «смешные» полторы тысячи долларов, а на его создание ушло полтора месяца. Ролик был создан не только для ротации на телеканалах, но и для переиздания дебютных альбомов групп Nonamerz и «Ю.Г.» на компакт-дисках.
В 2002 году группа приняла участие в совместном концерте групп «Ю.Г.», Nonamerz и Da B.O.M.B. под названием «Это только начало», организованным лейблом RAP Recordz в клубе «Точка» 24 февраля 2002 года. Команды выступили перед тысячной аудиторией при поддержке диджея Dlee, исполнив как лучшие, так и новые композиции. В концерте также приняли участие «Тени», «На Грани», Fist и Гек, которые должны были быть «на разогреве», но в итоге вышли на сцену в самом конце. Во время концерта проходила аудио- и видеозапись выступлений. Репортаж о прошедшем мероприятии был опубликован редактором журнала «RAPпресс» на сайте StreetLife, а также на сайте FunkyS3t. Концерт был выпущен сначала на видеокассетах 30 мая 2002 года, а затем на компакт-дисках и аудиокассетах.
Весной 2005 года студия Vilks Filma сняла видеоклип на композицию «Фотографии» группы Nonamerz. Выпуск нового альбома откладывался из-за сложностей с выходом видеоклипа. По словам Дайма, латвийская студия «Vilks» предложила им выбрать другую песню для видеоряда, и они решили экранизировать песню «Районы». Но вскоре оказалось, что видеокассета с клипом размагнитилась и материал был утерян. 10 ноября 2005 года группа выпустила бутлег «Пиратка», на котором собрала весь материал, записанный участниками с 2002 по 2004 год, когда работа над «Том 2. Возрождение» проекта Da B.O.M.B. была уже закончена, а полноценная работа над вторым номерным альбомом ещё не начата.
1 декабря 2006 года группа выпустила второй по счёту альбом «Доктор и Дайм». Основная часть альбома была записана в 2004 году. В октябре 2005 года была записана последняя для альбома песня — «Чужие праздники», однако летом 2006 года был сделан ремикс на «Посвящается всем», а в ноябре записали «Поднимаюсь выше». В записи альбома приняли участие московские рэперы С.О. Макъ (бывший участник группы «Ю.Г.»), Maestro A-Sid, а также латышский рэпер Gustavo. Помимо штатного битмейкера группы, Dr N-Drey, в работе над музыкой приняли участие Gustavo, Vanich, ShaMan и Крек..
После продолжительной паузы участники группы начали работу над третьим номерным альбомом, получившим название «Культ Карго». 24 марта 2008 года на MySpace-страничке группы появились две новые композиции от коллектива: «Мечта» (совместная композиция с саратовским High Stake для его альбома «Грязная Волга») и сольная композиция Дайма, «Новости», которая войдёт в готовящийся альбом группы. Из-за нехватки времени у второго участника Дайм работал над альбомом один, отобрав 14 треков, музыку к которым написали Dr. N-Drey и К.И.Т. 13 декабря 2008 года группа выпустила микстейп Piratka Mixtape, состоящий из ряда ремиксов, гостевых участий, а также нескольких готовых композиций из нового альбома «Культ Карго»: «(В Грузии) Дождь» (ft. 5 Плюх), «Одноклассница (remix)», «Зеркало», «Характеристика» и «Новости». Для создания микстейпа к проекту был привлечён диджей и битмейкер OFFbeat.

## После распада (2009—н.в.)
В 2008 году было заявлено о записи сольного альбома Дайма под названием «Культ Карго». В апреле 2009 года появилась информация о съёмке двух видеоклипов на композиции «Одноклассница» и ремикса на трек «(В Грузии) Дождь». 31 июля 2009 года на портале Rap.ru было презентовано видео «Одноклассница» (feat. Maestro A-Sid), снятое Андреем Харзеевым.
В 2009 году Dime и Dr. N-Drey дали интервью для документального сериала «Хип-хоп в России: от 1-го лица».
1 сентября 2010 года на Rap.ru была презентована композиция «Право на слово» с участием Пабло Прекрати и Rokki Roketto и объявлен скорый выпуск интернет-альбома «Матч пойнт», предваряющего выход непосредственно самого «Культа Карго». 29 октября был выпущен промосингл «32 в 32», а 2 ноября на Rap.ru появился и сам интернет-альбом «Матч пойнт».
В 2019 году Dime и Dr. N-Drey дали интервью для интервью-шоу Inside Show.

## Критика
В апреле 2001 года редактор журнала «Птюч», Эва Рухина, поместила дебютный альбом группы Nonamerz в список трёх лучших хип-хоп-альбомов, выпущенных в России за последние полгода, наряду с альбомами «Дёшево и сердито» и «Трёхмерные рифмы»:
Подкупает альбом наглым использованием сэмплов попсовой классической музыки и женского вокала и ироничными подколками…
В июле 2001 года «Музыкальная газета» назвала первый альбом одним из лучших альбомов андеграундной Москвы 2000 года.
В декабре 2006 года редактор портала Rap.ru, Руслан Муннибаев, отметил, что второй альбом группы «вышел разнообразным, интересным и взрослым».

### Ретроспектива
В 2003 году журнал «Афиша» упомянул группу Nonamerz как одного из представителей хип-хоп-культуры Москвы.
В 2005 году портал Rap.ru отнёс группу Nonamerz к числу самых заметных во «второй волне рэпа» в России, а редактор Руслан Муннибаев назвал песню «Ещё один день. Часть 2» «народным хитом», ставшим таковым благодаря хриплому голосу Мандра.
В 2013 году редактор журнала «Слово» написал, что «без Nonamerz русский рэп представить невозможно», добавив что «их альбомы повлияли на сотни других исполнителей», «их треки становились народными хитами, которые слушали не только представители хип-хопа», а трек «Ещё один день. Часть 2» «всегда будет в десятке лучших треков русского рэпа классического периода его развития».

### Рейтинги
В 2007 году главный редактор портала Rap.ru, Андрей Никитин, поместил первый и второй альбом группы Nonamerz в список главных альбомов русского рэпа.

## Состав
- Дмитрий Валерьевич Нечаев («Dime») (род. 19 мая 1978 года, Москва, СССР) — вокал, автор слов
- Андрей Игоревич Беспалов («Dr. N-Drey») (род. 15 июля 1978 года, Москва, СССР) — вокал, автор слов и музыки.

## Дискография
Студийные альбомы
- 2000 — Не эгоисты
- 2006 — Доктор и Дайм

Переиздания
- 2001 — Всё ещё не эгоисты

Компиляции
- 2002 — Это только начало (Live) (совместный концерт «Ю.Г.», Nonamerz и Da B.O.M.B.)
- 2005 — Пиратка
- 2008 — Piratka Mixtape
- 2010 — Из 90-х

В составе других групп
- 1997 — Da Bandz Of Moscow Blockz (в составе группы Da B.O.M.B.)
- 2000 — Версия 1.2000 (в составе группы Da B.O.M.B.)
- 2001 — Том 2. Возрождение (в составе группы Da B.O.M.B.)
- 2013 — Max Mix Production & Da Lost Boyz (в составе группы Da B.O.M.B.)

Студийные альбомы Дайма
- 2010 — Матч Пойнт
- Культ Карго (TBA)

Чарты и ротации
С августа 1999 по май 2001 года песни из первого альбома звучали в программе «Freestyle» на радио «Станция 2000», включая их хит «Ещё один день. Часть 2» (feat. Ю.Г. & Мандр).
В 2003 году песни «Ещё один день. Часть 2», «Точка», «Очарована околдована» и «ВВ» группы Nonamerz прозвучали в хип-хоп-передаче «Фристайл» на «Нашем Радио».
По данным интернет-проекта Moskva.FM, песня «Ещё один день. Часть 2» (Nonamerz, Ю.Г. и Мандр) является самым популярным треком группы на радио, который с 2009 по 2015 год прослушали 4 тысячи раз, а с 2013 по 2015 год прослушали 6 тысяч раз.

## Фильмография
- 2000 — Документальный фильм HipHopHeroes: Underground Kings
- 2002 — «Это только начало» (совместный концерт «Ю.Г.», Nonamerz и Da B.O.M.B.)
- 2009 — Документальный сериал «Хип-хоп в России: от 1-го лица»
- 2019 — Интервью-шоу Inside Show

Видеоклипы
- «Ещё один день. Часть 2» (2001)